# Municipio de Des Moines River
El municipio de Des Moines River (en inglés: Des Moines River Township) es un municipio ubicado en el condado de Murray en el estado estadounidense de Minnesota. En el año 2010 tenía una población de 133 habitantes y una densidad poblacional de 1,43 personas por km².

## Geografía
El municipio de Des Moines River se encuentra ubicado en las coordenadas 43°58′32″N 95°31′13″O / 43.97556, -95.52028. Según la Oficina del Censo de los Estados Unidos, el municipio tiene una superficie total de 93.18 km², de la cual 92,12 km² corresponden a tierra firme y (1,14 %) 1,06 km² es agua.

## Demografía
Según el censo de 2010, había 133 personas residiendo en el municipio de Des Moines River. La densidad de población era de 1,43 hab./km². De los 133 habitantes, el municipio de Des Moines River estaba compuesto por el 97,74 % blancos y el 2,26 % eran de una mezcla de razas. Del total de la población el 0 % eran hispanos o latinos de cualquier raza.